# Anoteropsis flavovittata
Anoteropsis flavovittata là một loài nhện trong họ Lycosidae.
Loài này thuộc chi Anoteropsis. Anoteropsis flavovittata được Eugène Simon miêu tả năm 1880.